# رودولفو بي هرنانديز
رودولفو بي هرنانديز (بالإنجليزية: Rodolfo P. Hernandez)‏ هو عسكري أمريكي، ولد في 14 أبريل 1931 في كولتون في الولايات المتحدة، وتوفي في 21 ديسمبر 2013 في فاييتفيل في الولايات المتحدة.